# تبعیض بر پایه رنگ پوست
تبعیض بر پایهٔ رنگِ پوست یا کالِریسم گونه‌ای پیش‌داوری یا تبعیض است که در آن با انسان بر پایهٔ برخی معانیِ اجتماعیِ مرتبط با رنگِ پوستِ وی برخورد و پیش‌داوری می‌شود. کالریسم گونه‌ای نژادپرستی است.
تحقیقات، شواهد بسیاری را در رابطه با تبعیض نژادی بر پایه رنگ پوست در عدالت جنایی، کسب و کار، اقتصاد، مسکن، خدمات درمانی، رسانه، و سیاست در ایالات متحده آمریکا و اروپا یافته‌است. افرادی با رنگ پوست روشن‌تر، در بسیاری از کشورهای آفریقا و آسیا و آمریکای جنوبی، ارجحتر هستند.

## دور دنیا
در پژوهش‌های متعددی شواهدی از وجود تبعیض نژادی و تبعیض بر پایه رنگ پوست هنگام استخدام شدن در بازار کار در آمریکای شمالی و اروپا مشاهده شده‌است.

## آسیا

### شرق و جنوب آسیا
در شرق، جنوب و جنوب شرقی آسیا، ترجیح دادن رنگ پوست روشن‌تر رایج است، به خصوص در کشورهایی مانند چین، کره جنوبی، هند و ژاپن.

### هند
تبعیض بر اساس رنگ پوست در هند، از قوانین مستعمراتی انگلیسی نشات می‌گرفت چرا که مدام افسران انگلیسی هندی‌های تیره پوست را خوار و خفیف کرده و هندی‌های روشن پوست را محبوب می‌دانستند و در بازار کار نیز روشن پوست‌ها ارجح بودند. در نتیجه صدها سال مستعمره انگلیس بودن، آثار تاکتیک‌های انگلیسی در مورد تبعیض بر اساس رنگ پوست، هنوز در جوامع هندی مشهود هست.

### پاکستان
در پاکستان کرم‌های روشن کننده پوستی، به ویژه در میان بانوان، بسیار محبوب می‌باشند. بسیاری از آگهی‌ها مدل‌های روشن پوست را با نور خوب را نشان می‌دهند در حالی که مدل‌های تیره پوست را به‌طور ضعیف نشان می‌دهند. بالیوود که در آن عمدتاً بازیگران هندی روشن پوست به ایفای نقش می‌پردازند، در میان پاکستانی‌ها هم تأثیر گذاشته‌اند.

### سریلانکا
پوست روشن یک فاکتور زیبایی در جامعه معاصر سریلانکا است، اما ریشه در فاکتورهای زیبایی زمان باستان سریلانکا دارد. محصولات روشن کننده و دیگر محصولات که شامل عوامل سفید کننده هستند عموماً در سریلانکا فروخته می‌شوند و در میان بانوان محبوب می‌باشند. بازیگران روشن پوست به‌طور برجسته ای در فیلم‌های بالیوود و درام‌های کره‌ای ب ایفای نقش پرداخته که هر دو در سریلانکا بسیار محبوب و تأثیرگذار هستند.

### چین و ژاپن
هیروشی واگاتسوما در کتاب ددالوس اینگونه می‌نویسد که در فرهنگ ژاپنی رنگ پوست با دیگر ویژگی‌های فیزیکی تلفیق گردیده که دلالت بر درجاتی از تهذیب روح دارد.

### مالزی
با توجه به نتیجه یک بررسی مشخص شد که سه چهارم از مردان مالزیایی فکر می‌کنند که اگر همسران آن‌ها رنگ پوست روشن تری می‌داشت جذاب تر می‌شد.

## آفریقا
در بسیاری از بخش‌های آفریقا، تصور می‌شود که زنان با پوست روشن‌تر زیباتر هستند و به احتمال زیاد نسبت به زنانی که پوست تیره‌تر دارند، موفقیت بیشتری کسب می‌کنند. معمولاً به دلیل این طرز فکر، زنان به استفاده از داروهای روشن کننده پوست روی می‌آورند که بسیاری از آن‌ها برای بدن مضر می‌باشند.

## آمریکای لاتین

### برزیل
برزیل دارای بیش‌ترین جمعیت از نوادگان آفریقایی است که در خارج از آفریقا زندگی می‌کنند. به‌طور کلی افراد دورگه ای که دارای پوستی روشن‌تر می‌باشند، در اجتماع به چشم می‌خورد.

### شیلی
یک مطالعه در سال ۲۰۱۶ نشان داد که انتظارات معلمان مدارس شیلی از دانش آموزان تیره پوست خود کمتر بوده (morenos) و انتظاراتشان از دانش آموزان روشن پوست (blancos) بالاتر بوده‌است.

### مکزیک
طبق یک مطالعه که در سال ۲۰۱۷ صورت گرفت، مشخص شد که در شاخه موفقیت‌های تحصیلی بین تیره پوست‌ترین مکزیکی‌ها و روشن پوست‌ترین مکزیکی‌ها۴۵ درصد شکاف وجود دارد. در این کشور ثروت نیز به‌طور مشابه با رنگ پوست ارتباط دارد.

## ایالات متحده

### تاریخچه
سیاست مستعمراتی اروپایی، سیستم سلسله مراتبی نژادی ای و ایدئولوژی ای که بر پایه قوم و نژاد باشد را بنیان‌گذاری نمودند که در آن امتیازات و حقوق سفیدپوست‌ها بر سیاه‌پوست‌ها ارجحیت و تسلط دارد. تفاوت‌های بیولوژیکی در رنگ پوست دلیلی برای بردگی و ظلم به آفریقایی‌ها و بومی‌های آمریکایی شد. توسعه سلسله مراتب اجتماعی که باعث ارجحیت بخشیدن به سفید پوستان به سیاه پوستان می‌شد و تنها یک استثنا وجود داشت برای سفید پوستان بی بضاعت که پایین‌تر از سیاه پوستان تلقی می‌شدند.